# La Florida, Cutzamala de Pinzón
La Florida är en ort i Mexiko.   Den ligger i kommunen Cutzamala de Pinzón och delstaten Guerrero, i den södra delen av landet, 180 km sydväst om huvudstaden Mexico City. La Florida ligger 362 meter över havet och antalet invånare är 311.
Terrängen runt La Florida är varierad. Runt La Florida är det ganska tätbefolkat, med 60 invånare per kvadratkilometer. Närmaste större samhälle är El Salitre, 9,0 km söder om La Florida. I omgivningarna runt La Florida växer huvudsakligen savannskog.